# Косинский хребет
Косинский хребет — горный хребет на территории Боградского района Хакасии в юго-восточной части Батенёвского кряжа. Образован системой (цепочкой) возвышенностей с относительной высотой — от 40 до 100 м,   между 90° 20' и 91° 00' в. д.
Является флексурной (коленообразный перегиб) ступенью (Кутень-Булукской), отделенной Белеликским и Азыртальским разломами. Сложен кембрийскими темноцветными известняками. Протяженность — более 40 км, почти в субширотном направлении. На общем фоне куполовидных возвышенностей выделяются вершины с наивысшими абсолютными отметками от 950 до 1142 м (Берёзовая гора). Склоны крутые — до 300, асимметричные, покрыты березово-лиственничным лесом. На вершинах отдельных возвышенностей на поверхность выходят коренные породы в виде останцов. Возвышенности разделяют широкие лога. У подножья северного склона берут начало реки Большая Ерба, Большая Тесь (в нижнем течении Тесь), южного склона — река Кокса. Долины рек имеют U-образную форму.